# Risako Oga
Pour les articles homonymes, voir Oga.
Risako Oga (大賀 理紗子, Oga Risako), née le 4 janvier 1997, est une footballeuse internationale japonaise.

## Biographie

### En club
Oga commence sa carrière en 2019 avec le club du Nojima Stella Kanagawa Sagamihara.

### En équipe nationale
Le 27 février 2019, elle fait ses débuts avec l'équipe nationale japonaise lors de la SheBelieves Cup 2019, contre l'équipe des États-Unis. Elle compte 3 sélections en équipe nationale du Japon.

## Statistiques
Le tableau ci-dessous présente les statistiques de Risako Oga en équipe nationale
| Équipe du Japon | Équipe du Japon | Équipe du Japon |
| Année           | Matchs          | Buts            |
| --------------- | --------------- | --------------- |
| 2019            | 3               | 0               |
| Total           | 3               | 0               |